# La Vita (periodico)
La Vita è un settimanale cattolico a diffusione nazionale fondato nel 1897 come organo di stampa della Diocesi di Pistoia. È conosciuto per le collaborazioni con la rivista Famiglia Cristiana in materia di teologia. 
Diretto da Monsignor Giordano Frosini fino alla sua morte (2 settembre 2019) e attualmente da don Ugo Feraci, dal 1º marzo 2020 esce come dorso locale del quotidiano «Avvenire», al quale è allegato la domenica. 
Dal 1978 al 1982 è stato adottato come settimanale diocesano anche dalla Diocesi di Sansepolcro.
Maria Montessori scrisse proprio sul giornale un appello in cui invitava le donne italiane a iscriversi nelle liste elettorali.
I numeri arretrati a partire dall'anno 2008 sono consultabili gratuitamente via web in formato PDF.